# Iso-Hyyhynen
Iso-Hyyhynen este o arie protejată (arie specială de conservare — SAC, sit de importanță comunitară — SCI) din Finlanda întinsă pe o suprafață de 31 ha, integral pe uscat.

## Localizare
Centrul sitului Iso-Hyyhynen este situat la coordonatele 61°16′50″N 23°19′28″E / 61.2806°N 23.3244°E.

## Înființare
Situl Iso-Hyyhynen a fost declarat sit de importanță comunitară în august 1998 pentru a proteja un număr necunoscut de specii din flora spontană și fauna sălbatică aflate în arealul zonei. Situl a fost protejat și ca arie specială de conservare în aprilie 2015.

## Biodiversitate
Situată în ecoregiunea boreală, aria protejată conține 2 habitate naturale: Lacuri și iazuri distrofice naturale, Mlaștini împădurite.
La baza desemnării sitului se află un număr nedeclarat de specii protejate.